# I Min Sidste Time
I Min Sidste Time, eng. As I Lay Dying, er en roman skrevet af den amerikanske forfatter og nobelprisvinder William Faulkner fra 1930. En fattig sydstatsfamilies liv i dagene kort før og efter moderens død.

## Handling
Tekst mangler, hjælp os med at skrive teksten

## Personer
Addie Bundren - Gift med Anse og mor til Cash, Darl, Jewel, Dewey Dell og Vardaman. Ligger for døden med et ønske om, at blive begravet på sit familiegravsted i byen Jefferson, 60 kilometer borte.
Anse Bundren - Enkemand til Addie og far til Carl, Darl, Dewey Dell og Vardaman. Stereotype på en fattig, tandløs og doven hvid mand. Anses navn ligger tæt op af ”ants” (myrer på dansk), hvilket kunne tyde på, at han lever med den laveste form for livsførelse.
Selvom Anse selv mener han er en ”ærlig og hårdt arbejdende mand”, erindrer naboen, Vernon Tull, ikke nogensinde, at have set en dråbe sved på Anses trøje. Ligeledes forklarer Darl: ”Jeg har aldrig set en svedplet på hans skjorte. Engang, da han var 22, blev han dårlig af at arbejde i solen, og han fortæller at hvis han nogensinde kommer til at svede igen, så dør han. Han tror vist selv på det.”
Cash Bundren - Den ældste søn. En dygtig tømrer og snedker, som bygger sin mors kiste.
Darl Bundren - Familiens næstældste og psykisk syge søn. Uønsket af Addie.
Jewel Bundren - Halvbror til de øvrige børn. Søn af Whitfield, hvem Addie havde en affære med.
Dewey Dell Bundren - Bundrens eneste datter. Hendes seksuelle udskejelser har medført, at hun har fået en uønsket graviditet, hvilket præger hendes sind og tanker.
Vardaman Bundren - Den yngste af Bundrens børn.
Vernon Tull - Cora Tulls mand. Bundrens rigere nabo.
Lafe - Far til Dewey Dells barn. Optræder som person ikke I novellen, men kun i Dewey Dells tanker. Giver Dewey Dell 10 dollars til udførelse af en abort af deres fælles barn.

## Stil
I Min Sidste Time er en kombination af Bevidsthedsstrøms-teknikken og 15 forskellige fortællere. Dette giver mulighed for at se hver enkelt karakters syn på fortællingens begivenheder.
| Bog | Spire Denne artikel om bøger og tidsskrifter er en spire som bør udbygges. Du er velkommen til at hjælpe Wikipedia ved at udvide den. |